# Michele Ruggieri
Michele Ruggieri, nato Pompilio Ruggieri e conosciuto in cinese come Luo Mingjian o Lo Ming-chien (Spinazzola, 1543 – Napoli, 11 maggio 1607), è stato un gesuita, missionario e linguista italiano.
Gesuita missionario in Cina, è stato il primo sinologo europeo.

## Formazione in Europa
Prima di entrare nella Compagnia di Gesù (Roma, 27 ottobre 1572), Ruggieri si laureò a Napoli in utroque iure (cioè in diritto canonico e civile). Dopo aver terminato l'ordinaria formazione spirituale ed intellettuale gesuita, Ruggieri partì alla volta di Lisbona, passaggio obbligato per tutti i missionari diretti in Estremo Oriente. Fu ordinato sacerdote nel marzo del 1578 mentre attendeva la nave che l'avrebbe portato nella città indiana di Goa.

## Missionario in India e in Cina

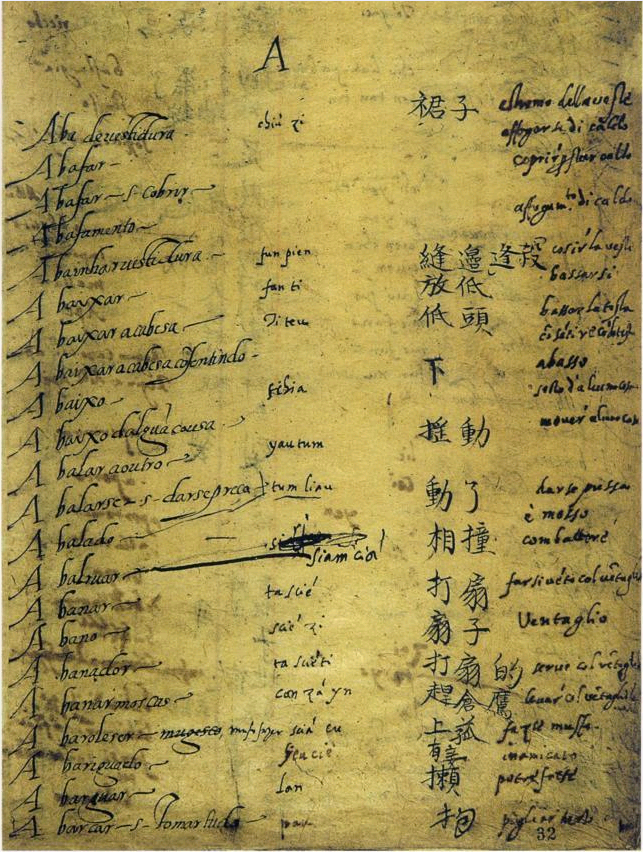
Dizionario Cinese-Portoghese di Ricci e Ruggieri

Subito dopo l'ordinazione, Ruggieri lasciò le coste dell'Europa con un gruppo di 12 missionari tra i quali Rodolfo Acquaviva e Matteo Ricci. Arrivato nel subcontinente nel settembre del 1578, egli iniziò subito a studiare la lingua indiana parlata lungo le coste del Malabar, e in sei mesi raggiunse un livello tale da poter essere anche in grado di ascoltare le confessioni. È probabilmente per questo dono nell'apprendere le lingue che il Visitatore padre Alessandro Valignano, plenipotenziario dei gesuiti in Asia, scelse proprio lui per avviare una nuova missione, in Cina, forse ancora prima che lo stesso gli affiancasse Matteo Ricci, anch'esso, peraltro, eccezionalmente abile nelle lingue straniere.
Con alcuni compagni gesuiti, infatti, Ruggieri partì per Macao, porto fondato dai portoghesi sulla costa del Mar Cinese Meridionale richiesto dal locale Provinciale su ordine scritto dello stesso Valignano (che era in partenza per il Giappone). Ruggieri raggiunse Macao il 20 luglio del 1579 ed iniziò subito ad imparare "come leggere e scrivere" la lingua cinese. Così facendo, e sapendo che parecchi altri lo avrebbero seguito, egli giunse alla creazione della Shengma'erding Jingyuan (la Casa di San Martino), la prima scuola di lingua cinese per stranieri. Anche prima che Ricci fondasse la missione di Zhaoqing nel 1582, Ruggieri aveva visitato quella città diverse volte, ed aveva avviato notevoli contatti con le autorità locali. Così egli è probabilmente stato il primo ad entrare in Cina. Nel 1582, ottenendo un permesso formale, Ricci e Ruggieri finalmente si stabilirono a Zhaoqing, la prima tappa della "lunga risalita" verso Pechino. Già nel 1584 Ruggieri pubblicò un catechismo cinese, il primo libro in lingua cinese scritto da un europeo. Durante le sue visite ai villaggi nelle regioni egli battezzò diverse famiglie che divennero gli avamposti delle prime comunità cristiane in terra cinese.
A Ruggieri è attribuita una delle prime raccolte di carte geografiche manoscritte della Cina, tradotte in latino da fonti cinesi (atlanti e carte geografiche). Databili al 1606, furono redatte quasi cinquant'anni prima delle carte manoscritte del gesuita polacco Michał Boym e del Novus Atlas Sinensis del gesuita trentino Martino Martini (stampato ad Amsterdam dall'editore Johan Blaeu nel 1655 e immediatamente tradotto in numerose lingue). Il manoscritto è attualmente conservato all'Archivio di Stato di Roma (codice "ms. 493").

## Ritorno in Europa
Nel novembre del 1588 Valignano invia Ruggieri a Roma per sollecitare il Papa affinché inviasse un ambasciatore, costituendo un'ambasceria pontificia, e si ottenesse quindi, per i missionari, il permesso di soggiornare nell'Impero. Tuttavia il rapido susseguirsi a Roma di una serie di Papi rese tale progetto irrealizzabile. Il Superiore Generale, Claudio Acquaviva, decise che sarebbe stato più conveniente aspettare tempi migliori. La decisione fu comunicata a Valignano da altri, perché Ruggeri, di indole e natura tranquilla, si ritirò a Salerno dove continuò quel lavoro intellettuale che avrebbe contribuito a rendere più nota in Europa la cultura cinese. Egli terminò la traduzione latina dei Quattro libri (classici testi cinesi sull'introduzione alla filosofia di Confucio), scrisse poesie in cinese e diffuse carte geografiche che egli stesso aveva portate via da Zhaoqing. Ruggieri ricoprì successivamente anche il ruolo di guida spirituale e confessore nella scuola di Salerno. Morì l'11 maggio del 1607.